# ドラゴンリーグ
『ドラゴンリーグ』は1993年5月7日から1994年2月27日までフジテレビ・NAS制作、フジテレビ系列にて放送されたサッカーを題材とするテレビアニメである。

## 概要
放映局がフジテレビ以外には、福島テレビ、新潟総合テレビ、テレビ静岡、大分放送のみであり、また、放映時間が安定せず、後期は早朝の放映だったこともあり、あまり一般には知られていない。海外では、韓国において「ズィラギ・ワールドカップ」（韓国語：쥐라기 월드컵）のタイトルで放送された。また、イタリア、スペインなどで放送されていたとみられる。
また、Vジャンプ（集英社）ではアニメの前日談に当たるストーリーの漫画が連載されていた（作・画：鷹城冴貴）。単行本は全1巻（ISBN 4088060016）。
代々木アニメーション学院の協力により、声優科を卒業したばかりの新人を多数出演させた。尚、キャスティング協力には青二プロダクションとアーツビジョンが連名でクレジットされている。

## 声の出演
- トキオ：又村奈緒美
- アモン：龍田直樹
- ファム：林原めぐみ
- カズ：松野太紀
- ウィナ姫：桜井智
- レオン：高橋広司
- ヒプロ：檜山修之
- テコドント：竹本英史
- トロサ：川津泰彦
- トンプー：村橋広章
- イグ：松本吉朗
- アノ：並木のり子
- ドン：森訓久
- アラシ：高木早苗
- セラス：高木渉
- ロボ：山田義晴
- トリケ：崎田由美子
- ドラン：桜井敏治
- ウィン：宮田浩徳
- アナウンサー：飛田展男

## スタッフ
- 企画 - 清水賢治（フジテレビ）、片岡義朗（NAS）
- 原作 - 鷹城冴貴（集英社 月刊Vジャンプ連載）
- 監督 - 高本宣弘
- シリーズ構成 - 三井秀樹（ぶらざあのっぽ）
- キャラクターデザイン・総作画監督 - 小林一幸、丹内司
- 美術設計・美術監督 - 小林七郎
- 撮影監督 - 小堤勝哉
- 音楽 - 藤野浩一
- 録音監督 - 小川利夫
- 音響プロデューサー - 松田咲実
- 音響製作 - 青二企画
- 効果 - 神保大介
- 調整 - 田中一也
- 録音 - 代々木アニメーション学院
- プロデューサー - 鈴木吉弘（フジテレビ）、山崎立士（NAS）、若菜章夫、越野武司（スタジオぎゃろっぷ）
- アニメーション制作 - スタジオぎゃろっぷ
- 製作 - フジテレビ、NAS

## 主題歌

### オープニングテーマ
「Take a chance overtime」
作詞 - 松葉美保 / 作曲 - 中田雅敏 / 編曲 - PAROME / 歌 - 松村かすみ

### エンディングテーマ
「Let's try our best!」
作詞 - 島エリナ / 作曲 - 飯塚昌明 / 編曲 - 丸尾めぐみ、飯塚昌明 / 歌 - Queen Cream Zone

## 放映リスト
| 話数 | サブタイトル                         | 脚本       | 絵コンテ         | 演出             | 作画監督        | 放映日         |
| ---- | ------------------------------------ | ---------- | ---------------- | ---------------- | --------------- | -------------- |
| 1    | 運命のキックオフ                     | 三井秀樹   | 高本宣弘         | 高本宣弘         | 鄭順子          | 1993年 5月7日  |
| 2    | 脱走!イレブン城                      | 三井秀樹   | 石山タカ明       | 高本宣弘         | 鄭順子          | 5月14日        |
| 3    | トキオが負ける!?                     | 三井秀樹   | 又野弘道         | 又野弘道         | 進藤満尾        | 5月21日        |
| 4    | おたけび山の特訓                     | 荒木憲一   | 岡嶋国敏         | 岡嶋国敏         | 下坂英男        | 5月28日        |
| 5    | 激突!選抜戦開始                      |            | 渡辺慎一         | 渡辺慎一         | 進藤満尾        | 6月4日         |
| 6    | カズの超(スーパー)シュート           | 三井秀樹   | 山田徹           | 松浦錠平         | 東海林真一      | 6月11日        |
| 7    | 混乱の入団テスト                     | 荒木憲一   | 又野弘道         | 又野弘道         | 進藤満尾        | 6月18日        |
| 8    | 謎の老人チーム                       | 三井秀樹   | 山口武志         | 山口武志         | 鄭順子          | 6月25日        |
| 9    | 開幕J・D(ジュニア・ドラゴン)リーグ!! | 海老沼三郎 | ワタナベシンイチ | ワタナベシンイチ | 進藤満尾        | 7月2日         |
| 10   | 鉄壁ゴールを破れ                     | 海老沼三郎 | 松浦錠平         | 松浦錠平         | 東海林真一      | 7月9日         |
| 11   | 変身!!狼王ロボ                       | 三井秀樹   | 又野弘道         | 又野弘道         | 進藤満尾        | 7月16日        |
| 12   | 消えるシュート!                      | 三井秀樹   | 岡嶋国敏         | 岡嶋国敏         | 下坂英男        | 7月23日        |
| 13   | 嵐を呼ぶ決勝戦!                      | 荒木憲一   | ワタナベシンイチ | ワタナベシンイチ | 進藤満尾        | 7月30日        |
| 14   | 裏技!空中プレー                      | 海老沼三郎 | 又野弘道         | 又野弘道         | 進藤満尾        | 8月13日        |
| 15   | 恐怖!グレイトン                      | 三井秀樹   | 松浦錠平         | 松浦錠平         | 東海林真一      | 8月20日        |
| 16   | D(ドラゴン)リーグ開幕!               | 三井秀樹   | ワタナベシンイチ | ワタナベシンイチ | 進藤満尾        | 8月27日        |
| 17   | 赤い砂漠の決闘                       | 荒木憲一   | 高本宣弘         | 高本宣弘         | 鄭順子          | 9月10日        |
| 18   | 強敵!ガラドーナ                      | 海老沼三郎 | 太田博光         | 太田博光         | 亀井隆          | 9月17日        |
| 19   | インパルスの逆襲                     | 海老沼三郎 | 又野弘道         | 又野弘道         | 進藤満尾        | 9月24日        |
| 20   | マリアナ決戦前夜                     | 三井秀樹   | 徳吉功           | 徳吉功           | 鄭順子          | 10月1日        |
| 21   | 帰ってきたカズ!                      | 三井秀樹   | ワタナベシンイチ | ワタナベシンイチ | 小林一幸        | 10月8日        |
| 22   | さらば!ウィル                        | 三井秀樹   | 又野弘道         | 又野弘道         | 丹内司 進藤満尾 | 10月15日       |
| 23   | 王者(レオン)への挑戦                 | 三井秀樹   | 酒井伸次         | 高本宣弘         | 鄭順子          | 10月22日       |
| 24   | レオン攻略シフト                     | 荒木憲一   | 渡辺慎一         | 藤本義孝         | 進藤満尾        | 10月29日       |
| 25   | レオン吠える!                        | 海老沼三郎 | 渡辺慎一         | 佐々木憲世       | 小林一幸        | 11月5日        |
| 26   | サドンデスの死闘                     | 三井秀樹   | 高本宣弘         | 高本宣弘         | 鄭順子          | 11月12日       |
| 27   | 新たな戦いの序曲                     | 三井秀樹   | 又野弘道         | 又野弘道         | 進藤満尾        | 11月19日       |
| 28   | 聖竜界への扉                         | 三井秀樹   | 藤本義孝         | 藤本義孝         | 進藤満尾        | 11月26日       |
| 29   | 超激闘開始!                          | 荒木憲一   | 徳吉功           | 高本宣弘         | 鄭順子          | 12月3日        |
| 30   | 開け!光の聖竜門                      | 荒木憲一   | 又野弘道         | 又野弘道         | 進藤満尾        | 12月10日       |
| 31   | 突入!聖竜界                          | 三井秀樹   | 小股道憲         | 小股道憲         | 鄭順子          | 12月12日       |
| 32   | クリスタルの秘策                     | 海老沼三郎 | 徳吉功           | 牛草健           | 鄭順子          | 12月19日       |
| 33   | 驚異!Dフォース                       | 海老沼三郎 | 藤本義孝         | 藤本義孝         | 鄭順子          | 12月26日       |
| 34   | 竜戦士の正体                         | 三井秀樹   | 渡辺慎一         | 棚橋一徳         | 丹内司          | 1994年 1月16日 |
| 35   | Dリーグの伝説                        | 三井秀樹   | 徳吉功           | 高本宣弘         | 鄭順子          | 1月23日        |
| 36   | 世界の終わる日                       | 海老沼三郎 | 又野弘道         | 又野弘道         | 進藤満尾        | 1月30日        |
| 37   | 壊滅!イレブン城                      | 荒木憲一   | 小股道憲         | 小股道憲         | 亀井隆          | 2月6日         |
| 38   | トキオ死す!                          | 三井秀樹   | 藤本義孝         | 藤本義孝         | 進藤満尾        | 2月20日        |
| 39   | 未来への約束                         | 三井秀樹   | 高本宣弘         | 高本宣弘         | 鄭順子          | 2月27日        |

## 放送局
キー局以外の出典は個別に出典が提示されているもの以外は、1993年7月中旬 - 8月上旬のものとする。
| 放送地域   | 放送局         | 放送日時 | 放送系列       | 備考                    |
| ---------- | -------------- | --- | -------------- | ----------------------- |
| 関東広域圏 | フジテレビ     | 金曜 17:30 - 18:00（1993年5月7日 - 9月24日） → 金曜 16:30 - 17:00（1993年10月1日 - 12月10日） → 日曜 5:10 - 5:40（1993年12月12日 - 12月19日） → 日曜 5:25 - 5:55（1993年12月26日 - 1994年2月20日） → 日曜 4:55 - 5:25（1994年2月27日のみ） | フジテレビ系列 | 制作局                  |
| 福島県     | 福島テレビ     | 金曜 16:30 - 17:00 | フジテレビ系列 |                         |
| 新潟県     | 新潟総合テレビ | 金曜 5:55 - 6:25 | フジテレビ系列 | 現・NST新潟総合テレビ。 |
| 静岡県     | テレビ静岡     | 金曜 17:30 - 18:00 | フジテレビ系列 |                         |
| 大分県     | 大分放送       | 水曜 17:00 - 17:28 | TBS系列        |                         |